# Martha Peralta Epieyú
Martha Peralta Epieyú, née le 11 novembre 1988 à Monguí (La Guajira), est une femme politique colombienne, dirigeante indigène du peuple Wayuu, appartenant au clan Epinayú Epieyú, présidente du parti MAIS et sénatrice depuis le 20 juillet 2022.

## Biographie
Martha Peralta Epieyú est née dans le village de Monguí dans le département de La Guajira, près de la capitale du district Riohacha. Elle a étudié au pensionnat indigène de San Antonio de Aremasain.
Elle est une dirigeante indigène du peuple Wayuu, issu du département de La Guajira, et appartient au clan Epinayú Epieyú.
Elle étudie le droit à l'université Externado de Colombie et a obtenu une maîtrise en gouvernement et politique publique avec une spécialisation en droit de l'environnement à l'université du Rosaire. Au cours de sa période d'études, elle accompagne l'Organisation nationale indigène de Colombie (ONIC) dans divers projets.
En 2015, elle rejoint le parti du Mouvement alternatif indigène et social en tant que conseillère juridique, et participe ensuite à l'école de formation politique du parti. Elle a également été conseillère à l'ONIC et auprès de l'Agence nationale foncière. 
En septembre 2017, lors de la convention du MAIS, elle est élue présidente du parti.
En août 2021, Martha Peralta épouse Manuel Julián Molina à La Guajira.
Lors des élections législatives de mars 2022, elle est élue sénatrice au sein de la liste du Pacte historique et avec le Mouvement alternatif indigène et social.